# Musalla à Kamengrad
Le village de Donji Kamengrad, en Bosnie-Herzégovine et dans la municipalité de Sanski Most, abrite une musalla, c'est-à-dire un lieu de prière islamique en plein air. Cet espace, également connu sous le nom de Fatihova Musalla, est inscrit sur la liste des monuments nationaux du pays.
Le cimetière autour de la musalla est également classé.